# Gustaf Bring
Gustaf Gabriel Bring, född 11 april 1876 i Lindesberg, död 11 maj 1967, var en svensk bergsingenjör och professor.
Bring avlade 1895 studentexamen i Örebro och studerade därefter vid Bergshögskolan. Han var 1897–1899 anställd vid Ädelfors gruva, och därefter 1913–1929 vid Malmberget. Han var 1929–1941 professor i gruvvetenskap vid KTH. Han tillhörde även Järnkontorets tekniskt-vetenskapliga råd. Han invaldes 1919 som ledamot av Ingenjörsvetenskapsakademien (hedersledamot 1941) och tilldelades Brinellmedaljen 1942. Bring blev riddare av Nordstjärneorden 1938.
Gustaf Bring var son till byggmästaren Per Persson. Han är begravd på Djursholms begravningsplats.